# IATA空港コードの一覧/Z
IATA空港コードの一覧: A - B - C - D - E - F - G - H - I - J - K - L - M - N - O - P - Q - R - S - T - U - V - W - X - Y - Z

## Z
この一覧では次のような形式で羅列する。
- IATAコード (ICAOコード) - 空港名 - 空港の所在地

### ZA
- ZAC (CZAC) – ヨークランディング空港 – マニトバ州ヨークランディング、カナダ
- ZAD (LDZD) – ザダル空港 – ザダル、クロアチア共和国
- ZAG (LDZA) – ザグレブ国際空港 – ザグレブ、クロアチア共和国
- ZAL (SCVL) – Las Marias 空港 – Valdivia、チリ共和国
- ZAM (RPMZ) – サンボアンガ国際空港 – サンボアンガ・デル・スル州サンボアンガ、フィリピン共和国
- ZAT (ZPZT) – 昭通空港 – 雲南省昭通、中華人民共和国
- ZAZ (LEZG) – サラゴサ空港 – サラゴサ、スペイン

### ZB
- ZBD (CZBD) – イルフォード空港 – マニトバ州イルフォード、カナダ
- ZBF (CZBF) – バサースト空港 – ニューブランズウィック州バサースト、カナダ
- ZBO – ボーウェン空港 – クィーンズランド州ボーウェン、オーストラリア連邦

### ZC
- ZCL (MMZC) – General Leobardo C. Ruiz 国際空港（La Calera空港）– サカテカス州、メキシコ合衆国
- ZCO (SCQP) – La Araucanía 空港 – テムコ、チリ共和国

### ZD
- なし

### ZE
- ZEE (CZEE) – ケルシー空港 – マニトバ州ケルシー、カナダ
- ZEF (KZEF) – エルキン市営空港 – ノースカロライナ州エルキン、アメリカ合衆国
- ZEM (CZEM) – イーストメインリバー空港 – ケベック州イーストメイン、カナダ
- ZER (KZER) – Schuylkill 郡空港（Joe Zerbey Field）– ペンシルベニア州ポッツビル、アメリカ合衆国
- ZER (VEZO) – ゼロ空港 – アルナーチャル・プラデーシュ州ゼロ、インド

### ZF
- ZFA (CZFA) – ファロ空港 – ユーコン準州ファロ、カナダ
- ZFD (CZFD) – Fond-du-Lac 空港 – サスカチュワン州フォン・デュ・ラク、カナダ
- ZFM (CZFM) – フォートマックファーソン空港 – ノースウェスト準州フォートマックファーソン、カナダ
- ZFN (CZFN) – ツリタ空港 – ノースウェスト準州ツリタ、カナダ

### ZG
- ZGC (ZLLL) – 蘭州中川空港（蘭州西空港）– 甘粛省蘭州、中華人民共和国
- ZGF (CZGF) – グランドフォークス空港 – ブリティッシュコロンビア州グランドフォークス、カナダ
- ZGI (CZGI) – ゴッズリバー空港 – マニトバ州ゴッズリバー、カナダ
- ZGR (CZGR) – リトルグランドラピッズ空港 – マニトバ州リトルグランドラピッズ、カナダ

### ZH
- ZHA (ZGZJ) – 湛江坡頭空港 – 広東省湛江、中華人民共和国
- ZUH (ZGSD) – 珠海金湾空港 – 広東省珠海、中華人民共和国
- ZHP (CZHP) – ハイプレリー – アルバータ州ハイプレリー、カナダ
- ZHV (LSGC) – Les Eplatures 空港 – ラ・ショー＝ド＝フォン、スイス連邦
- ZHY (ZLZW) - 中衛香山空港 - 寧夏回族自治区中衛市、中華人民共和国

### ZI
- ZIH (MMZH) – Ixtapa-Zihuatanejo 国際空港 – Zihuatanejo（Ixtapa 近郊）、メキシコ合衆国

### ZJ
- ZJG (CZJG) – ジェンペグ空港 – マニトバ州ジェンペグ、カナダ
- ZJN (CZJN) – スワンリバー空港 – マニトバ州スワンリバー、カナダ

### ZK
- ZKE (CZKE) – カシュチェワン空港 – オンタリオ州カシュチェワン、カナダ

### ZL
- ZLO (MMZO) – Playa de Oro 国際空港 – コリマ州Manzanillo、メキシコ合衆国

### ZM
- ZMT (CZMT) – マセット空港 – ブリティッシュコロンビア州マセット、カナダ

### ZN
- ZNC – Nyac 空港 – アラスカ州Nyac、アメリカ合衆国
- ZND (DRZR) – ジンダー空港 – ジンダー、ニジェール共和国
- ZNE (YNWN) – ニューマン空港 – 西オーストラリア州ニューマン、オーストラリア連邦
- ZNG (CZNG) – ポプラリバー空港 – マニトバ州Poplar River、カナダ

### ZO
- ZOS (SCJO) – カナル・バホ・カルロス・オット・シエベルト空港 – オソルノ、チリ共和国

### ZP
- ZPB (CZPB) – Sachigo Lake 空港 – オンタリオ州Sachigo Lake、カナダ
- ZPH (KZPH) – ゼファーヒルズ市営空港 – フロリダ州ゼファーヒルズ、アメリカ合衆国

### ZQ
- ZQN (NZQN) – クイーンズタウン国際空港 – クイーンズタウン、ニュージーランド
- ZQW (EDRZ) – ツヴァイブリュッケン空港 – ツヴァイブリュッケン、ドイツ連邦共和国

### ZR
- ZRH (LSZH) – チューリッヒ空港 – チューリッヒ、スイス連邦
- ZRJ (CZRJ) – Round Lake (Weagamow Lake) 空港 – オンタリオ州Round Lake、カナダ

### ZS
- ZSE (FEMP) – ピエールフォン空港 – レユニオン、サンピエール、フランス共和国
- ZSJ (CZSJ) – サンディーレイク空港 – オンタリオ州Sandy Lake、カナダ
- ZSN (CZSN) – サウスインディアンレイク空港 – マニトバ州サウスインディアンレイク、カナダ
- ZST (CZST) – スチュワート空港 – ブリティッシュコロンビア州スチュワート、カナダ

### ZT
- ZTA (CZTA) – ブラッドヴェインリバー空港 – マニトバ州ブラッドヴェインリバー、カナダ
- ZTH (LGZA) – Zakynthos International Airport, "Dionysios Solomos" – ザキントス島、ギリシャ共和国
- ZTM (CZTM) – シャマッタワ空港 – マニトバ州シャマッタワ、カナダ

### ZU
- ZUC (CZUC) – イグナス町営空港 – オンタリオ州イグナス、カナダ
- ZUM (CZUM) – チャーチルフォールズ空港 – ニューファンドランド・ラブラドール州チャーチルフォールズ、カナダ
- ZUN (KZUN) – ブラックロック空港 – ニューメキシコ州ズニプエブロ、アメリカ合衆国

### ZV
- ZVA (FMMN) – Miandrivazo 空港 – Miandrivazo、マダガスカル共和国
- ZVK (VLSK) – サワンナケート空港 – サワンナケート県、ラオス人民民主共和国

### ZW
- ZWH (CZWH) – ラックブロチェ空港 – マニトバ州ラックブロチェ、カナダ
- ZWL (CZWL) – ウォラストンレイク空港 – サスカチュワン州ウォラストンレイク、カナダ
- ZWS – シュトゥットガルト中央駅 – シュトゥットガルト、ドイツ連邦共和国

### ZX
- なし

### ZY
- ZYI (ZUZY) – 遵義新舟空港 – 貴州省遵義、中華人民共和国
- ZYL (VGSY) – Osmany 国際空港 – Sylhet、バングラデシュ人民共和国

### ZZ
- ZZO (UHSO) - ゾナリノエ空港 - ティモフスコエ、ロシア連邦
- ZZV (KZZV) – ゼインビル市営空港 – オハイオ州ゼインビル、アメリカ合衆国